# حمیده خیرآبادی
حمیده خیرآبادی (۳۰ آذر ۱۳۰۳ – ۳۱ فروردین ۱۳۸۹) که با نام هنری نادره شناخته می‌شود، بازیگر ایرانی بود.

## زندگی
حمیده خیرآبادی زادهٔ ۳۰ آذر ۱۳۰۳ در رشت است. او مادر ثریا قاسمی بازیگر سینمای ایران بود. نام هنری او نادره و لقب او مادر سینمای ایران بود. او پس از گرفتن دیپلم در سال ۱۳۲۶ وارد تئاتر و در سال ۱۳۳۲ با فیلم میهن‌پرست وارد سینما شد. خیرآبادی با آغاز موج نوی سینمای ایران در دهه چهل در بسیاری از آثار کارگردانان مطرحی چون داریوش مهرجویی و مسعود کیمیایی و علی حاتمی بازی کرد. از مهم‌ترین فیلم‌هایی که او در آن‌ها بازی کرده می‌توان به
ممل آمریکایی، همسفر، ماه عسل، طوقی، رضا موتوری، اجاره نشینها، زرد قناری، مادر، ریحانه، بانو و شیرین اشاره کرد. او سه بار کاندیدای سیمرغ بلورین جشنواره فجر شد. از جمله سریال‌های خیرآبادی می‌توان آپارتمان، پدرسالار و خانه سبز را نام برد.

## درگذشت
وی ۳۱ فروردین ۱۳۸۹ در ۸۵ سالگی و به علت کهولت سن درگذشت. وی در قطعه ۶۶ ردیف ۶۹ شماره ۶۲ بهشت زهرا به خاک سپرده شد.

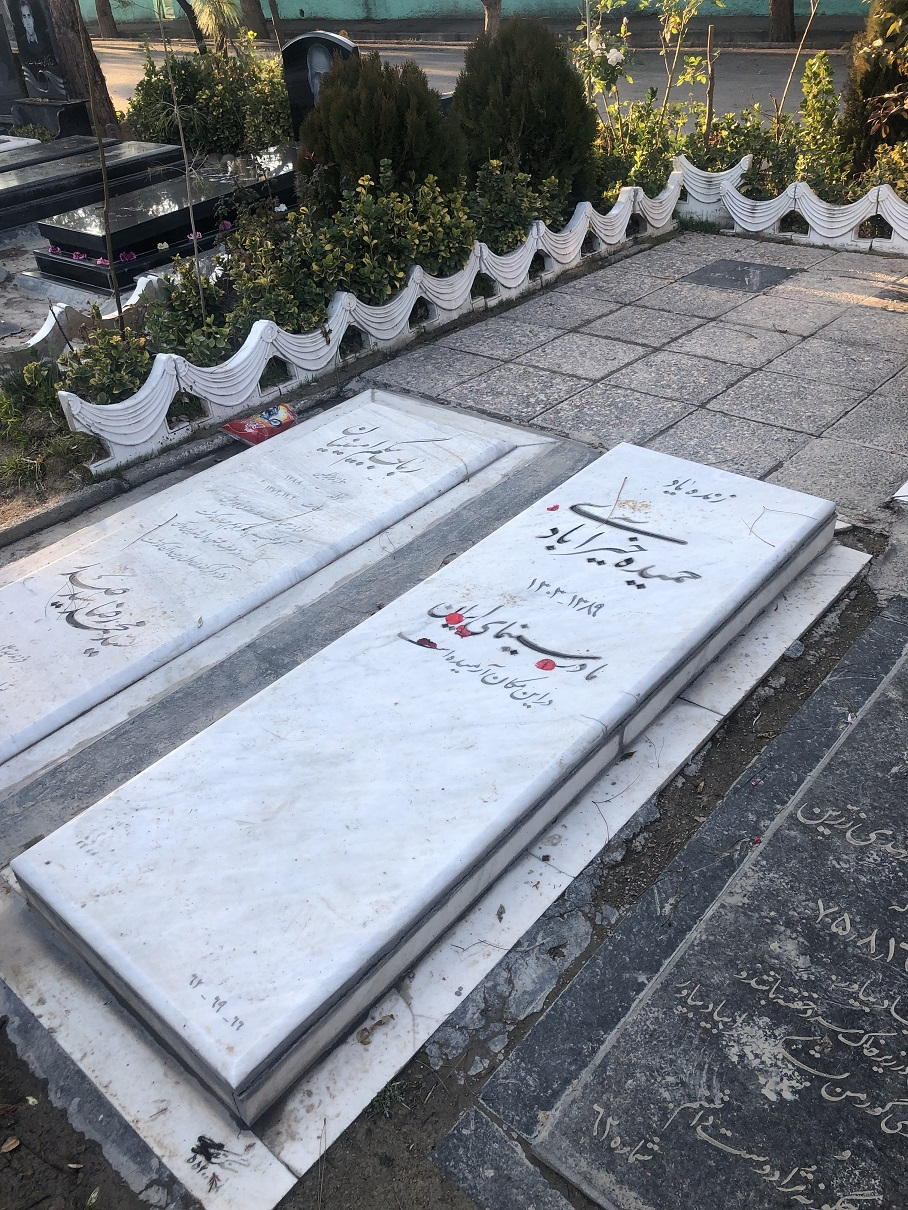
مزار حمیده خیرآبادی در بهشت زهرا

## فیلم‌شناسی

### سینما
| سال  | عنوان                    | کارگردانی             | توضیحات                  |
| ۱۳۸۷ | شیرین                    | عباس کیارستمی         |                          |
| ۱۳۸۳ | سرود تولد                | علی قوی تن            |                          |
| ۱۳۸۱ | توکیو بدون توقف          | سعید عالم زاده        | نقش: عزیز                |
| ۱۳۷۸ | بازیگر                   | محمدعلی سجادی         |                          |
| ۱۳۷۵ | روزی که خواستگار آمد     | فریال بهزاد           | نقش: خانم دشتبان         |
| ۱۳۷۴ | پاک‌باخته                 | غلامحسین لطفی         |                          |
| ۱۳۷۴ | سلام به انتظار           | کریم آتشی             |                          |
| ۱۳۷۴ | مرد آفتابی               | همایون اسعدیان        | در عنوان بندی نیامده     |
| ۱۳۷۴ | ماه مهربان               | قاسم جعفری            |                          |
| ۱۳۷۳ | تحفه هند                 | محمدرضا زهتابی        |                          |
| ۱۳۷۳ | روز واقعه                | شهرام اسدی            |                          |
| ۱۳۷۳ | سفر بخیر                 | داریوش مؤدبیان        |                          |
| ۱۳۷۳ | کلاه‌قرمزی و پسرخاله      | ایرج طهماسب           |                          |
| ۱۳۷۳ | بازی با مرگ              | حمید تمجیدی           | در عنوان بندی نیامده     |
| ۱۳۷۱ | تماس شیطانی              | حسن قلی‌زاده           |                          |
| ۱۳۷۱ | راز چشمه سرخ             | علی سجادی حسینی       |                          |
| ۱۳۷۱ | عیالوار                  | پرویز صبری            |                          |
| ۱۳۷۱ | مریم و میتیل             | فتحعلی اویسی          |                          |
| ۱۳۷۱ | هنرپیشه                  | محسن مخملباف          |                          |
| ۱۳۷۱ | یک مرد یک خرس            | مسعود جعفری جوزانی    |                          |
| ۱۳۷۰ | بانو                     | داریوش مهرجویی        |                          |
| ۱۳۷۰ | جیب برها به بهشت نمی‌روند | ابوالحسن داوودی       |                          |
| ۱۳۷۰ | راز چشمه سرخ             | علی سجادی حسینی       |                          |
| ۱۳۷۰ | گرگ‌های گرسنه             | سیروس مقدم            |                          |
| ۱۳۶۹ | جستجو در جزیره           | مهدی صباغزاده         |                          |
| ۱۳۶۹ | در آرزوی ازدواج          | اصغر هاشمی            |                          |
| ۱۳۶۹ | سایه خیال                | حسین دلیر             |                          |
| ۱۳۶۹ | علی و غول جنگل           | بیژن بیرنگ مسعود رسام |                          |
| ۱۳۶۸ | بچه‌های طلاق              | تهمینه میلانی         |                          |
| ۱۳۶۸ | ریحانه                   | علیرضا رئیسیان        |                          |
| ۱۳۶۸ | شب بیست و نهم            | حمید رخشانی           |                          |
| ۱۳۶۸ | مادر                     | علی حاتمی             |                          |
| ۱۳۶۷ | زرد قناری                | رخشان بنی‌اعتماد       |                          |
| ۱۳۶۷ | هی جو                    | منوچهر عسگری نسب      |                          |
| ۱۳۶۶ | سایه‌های غم               | شاپور قریب            |                          |
| ۱۳۶۵ | اجاره‌نشین‌ها              | داریوش مهرجویی        |                          |
| ۱۳۶۵ | خانه ابری                | اکبر خواجویی          |                          |
| ۱۳۶۴ | مدرک جرم                 | منوچهر حقانی پرست     |                          |
| ۱۳۶۳ | پیراک                    | کوپال مشکوه           |                          |
| ۱۳۶۳ | شب‌شکن                    | خسرو ملکان            |                          |
| ۱۳۵۹ | مفسدین                   | امان منطقی            | نقش: زینت سلطنه          |
| ۱۳۵۷ | با عشق مردن              | اکبر صادقی            |                          |
| ۱۳۵۷ | پرستش                    | داوود اسماعیلی        |                          |
| ۱۳۵۷ | تشنه باران               | نادر قانع             |                          |
| ۱۳۵۷ | خیابانی‌ها                | محمد صفار             |                          |
| ۱۳۵۶ | تازه عروس                | اسماعیل پورسعید       |                          |
| ۱۳۵۶ | خاتون                    | رضا میرلوحی           |                          |
| ۱۳۵۶ | خدا قوت                  | عباس کسایی            |                          |
| ۱۳۵۶ | زن                       | یوسف ایروانی          |                          |
| ۱۳۵۶ | شب آفتابی                | سیروس الوند           |                          |
| ۱۳۵۶ | مشکل آقای اعتماد         | اسماعیل پورسعید       |                          |
| ۱۳۵۶ | هم‌کلاس                   | سیاوش شاکری           |                          |
| ۱۳۵۵ | پیش‌کسوت                  | محمدرضا فاضلی         |                          |
| ۱۳۵۵ | رابطه جوانی              | سیاوش شاکری           |                          |
| ۱۳۵۵ | شادی‌های زندگی            | محمود کوشان           |                          |
| ۱۳۵۵ | کلک نزن خوشگله           | سعید مطلبی            | نقش: مادر کاظم           |
| ۱۳۵۵ | مادر جونم عاشق شده       | اکبر صادقی            | نقش: مادر رضا            |
| ۱۳۵۵ | ماه عسل                  | فریدون گله            |                          |
| ۱۳۵۵ | میهمان                   | کامران قدکچیان        |                          |
| ۱۳۵۴ | پاشنه طلا                | نظام فاطمی            |                          |
| ۱۳۵۴ | پلنگ در شب               | سعید مطلبی            |                          |
| ۱۳۵۴ | تعصب                     | تقی مختار             |                          |
| ۱۳۵۴ | دو آقای با شخصیت         | امیر شروان            |                          |
| ۱۳۵۴ | شاهرگ                    | علیرضا داوودنژاد      |                          |
| ۱۳۵۴ | ممل آمریکایی             | شاپور قریب            |                          |
| ۱۳۵۴ | همسفر                    | مسعود اسداللهی        |                          |
| ۱۳۵۳ | آب توبه                  | محمدرضا فاضلی         |                          |
| ۱۳۵۳ | اوستا کریم نوکرتیم       | محمود کوشان           |                          |
| ۱۳۵۳ | بزن بریم دزدی            | داریوش کوشان          |                          |
| ۱۳۵۳ | تهمت                     | کامران قدکچیان        |                          |
| ۱۳۵۳ | صلات ظهر                 | سعید مطلبی            |                          |
| ۱۳۵۳ | عروس پابرهنه             | سیامک یاسمی           |                          |
| ۱۳۵۳ | فرار از بهشت             | نصرت اله وحدت         |                          |
| ۱۳۵۳ | ماجراجویان خشن           | مهدی رئیس فیروز       |                          |
| ۱۳۵۳ | مهدی فرنگی               | رضا فاضلی             |                          |
| ۱۳۵۲ | باجناغ                   | حسین قاسمی‌وند         |                          |
| ۱۳۵۲ | تیغ آفتاب                | امیر شروان            |                          |
| ۱۳۵۲ | در آخرین لحظه            | ناصر محمدی            |                          |
| ۱۳۵۲ | قصه شب                   | محمدعلی فردین         |                          |
| ۱۳۵۲ | محبوب بچه‌ها              | رضا بیک ایمانوردی     |                          |
| ۱۳۵۱ | شهر آفتاب                | محمد زرین دست         |                          |
| ۱۳۵۱ | شیر تو شیر               | منصور پورمند          |                          |
| ۱۳۵۱ | کافر                     | فریدون گله            |                          |
| ۱۳۵۱ | مهدی مشکی و شلوارک داغ   | نظام فاطمی            |                          |
| ۱۳۵۰ | بابا شمل                 | علی حاتمی             |                          |
| ۱۳۵۰ | دلقک‌ها                   | مهدی رئیس فیروز       |                          |
| ۱۳۵۰ | رسوایی عشق               | احمد نجیب‌زاده         |                          |
| ۱۳۵۰ | زن یکشنبه                | محمود کوشان           |                          |
| ۱۳۵۰ | شب عروسی                 | جواد قائم مقامی       |                          |
| ۱۳۵۰ | کاکو                     | شاپور قریب            |                          |
| ۱۳۵۰ | یک خوشگل و هزار مشکل     | محمدعلی زرندی         |                          |
| ۱۳۴۹ | ارادتمند شما عزرائیل     | منوچهر قاسمی          |                          |
| ۱۳۴۹ | رضا موتوری               | مسعود کیمیایی         | در عنوان بندی نیامده     |
| ۱۳۴۸ | دنیای پر امید            | احمد شیرازی           | در عنوان بندی نیامده     |
| ۱۳۴۹ | حسن کچل                  | علی حاتمی             | نقش: مادر حسن            |
| ۱۳۴۹ | دزد و پاسبان             | محمود کوشان           |                          |
| ۱۳۴۹ | طوقی                     | علی حاتمی             |                          |
| ۱۳۴۹ | علی بی غم                | عباس کسایی            |                          |
| ۱۳۴۹ | قصه شب یلدا              | ساموئل خاچیکیان       |                          |
| ۱۳۴۹ | میوه گناه                | محمود کوشان           |                          |
| ۱۳۴۸ | قصر زرین                 | محمد علی فردین        |                          |
| ۱۳۴۸ | گربه را دم حجله می‌کشند   | داوود اسماعیلی        |                          |
| ۱۳۴۸ | گرفتار                   | محمود کوشان           |                          |
| ۱۳۴۷ | تحفه هند                 | مهدی ژورک             |                          |
| ۱۳۴۷ | دختر شاه پریون           | شاپور قریب            |                          |
| ۱۳۴۷ | سالار مردان              | نظام فاطمی            |                          |
| ۱۳۴۷ | شب فرشتگان               | فریدون گله            |                          |
| ۱۳۴۷ | مرد روز                  | موسی افشار            |                          |
| ۱۳۴۶ | الماس ۳۳                 | داریوش مهرجویی        |                          |
| ۱۳۴۶ | دنیای قهرمانان           | اسماعیل پورسعید       |                          |
| ۱۳۴۶ | علی بابا و چهل دزد       | امین امینی            |                          |
| ۱۳۴۶ | عمو سبزی فروش            | همایون ارجمند         |                          |
| ۱۳۴۶ | کوه زاد                  | ابراهیم باقری         |                          |
| ۱۳۴۶ | معجزه                    | مهدی میرصمدزاده       |                          |
| ۱۳۴۶ | هارون و قارون            |                       |                          |
| ۱۳۴۶ | هفت شهر عشق              |                       |                          |
| ۱۳۴۶ | ولگردها                  | محمد متوسلانی         |                          |
| ۱۳۴۵ | آقا موچول                |                       |                          |
| ۱۳۴۵ | حسین کرد                 |                       |                          |
| ۱۳۴۵ | دختر کدخدا               |                       |                          |
| ۱۳۴۵ | شوخی نکن دلخور می‌شم      |                       |                          |
| ۱۳۴۴ | سه کارآگاه خصوصی         | محمد متوسلانی         | در عنوان بندی نیامده است |
| ۱۳۴۴ | افق روشن                 | مهدی امیرقاسم خانی    |                          |
| ۱۳۴۴ | خوشگل خوشگلا             | محمدعلی فردین         |                          |
| ۱۳۴۴ | در دنیا بیگانه بودم      | نادر بیات             |                          |
| ۱۳۴۴ | دزد بانک                 |                       |                          |
| ۱۳۴۴ | دنیای پول                |                       |                          |
| ۱۳۴۴ | ده سایه خطرناک           |                       |                          |
| ۱۳۴۴ | سه کارآگاه خصوصی         |                       |                          |
| ۱۳۴۴ | مرخصی اجباری             |                       |                          |
| ۱۳۴۴ | همه سر حریف              |                       |                          |
| ۱۳۴۴ | ولگرد قهرمان             |                       |                          |
| ۱۳۴۴ | یک پارچه آقا             | ناصر ملک‌مطیعی         |                          |
| ۱۳۴۳ | ترانه‌های روستائی         | صابر رهبر             |                          |
| ۱۳۴۳ | چهار تا شیطون            | حسین مدنی             |                          |
| ۱۳۴۳ | زندگی دوزخی              | سعید نیوندی           |                          |
| ۱۳۴۳ | شکوفه‌های امید            | رضا صفایی             |                          |
| ۱۳۴۳ | عروس فرنگی               | نصرت‌الله وحدت         |                          |
| ۱۳۴۳ | لذت گناه                 | سیامک یاسمی           |                          |
| ۱۳۴۳ | نیرنگ دختران             | سعید نیوندی           |                          |
| ۱۳۴۲ | آقای هفت رنگ             | امین امینی            |                          |
| ۱۳۴۲ | اشک‌ها و خنده‌ها           | اسماعیل کوشان         |                          |
| ۱۳۴۲ | فرشته‌ای در خانه من       | آرامائیس آقامالیان    |                          |
| ۱۳۴۲ | مسافری از بهشت           | نصرت‌الله وحدت         |                          |
| ۱۳۴۱ | چادرنشین‌ها               | علی محزون             |                          |
| ۱۳۴۱ | عروس دهکده               | ناصر ملک مطیعی        |                          |
| ۱۳۴۱ | قربون خودم               | مجید محسنی            |                          |
| ۱۳۴۰ | تازه به دوران رسیده      | محمود کوشان           |                          |
| ۱۳۴۰ | خروس بی محل              | عزیزالله رفیعی        |                          |
| ۱۳۴۰ | دختران حوا               | سعید نیوندی           |                          |
| ۱۳۳۹ | آتش و خاکستر             | خسرو پرویزی           |                          |
| ۱۳۳۹ | آخرین هوس                | مهدی امیرقاسم خانی    |                          |
| ۱۳۳۹ | بچه ننه                  | امین امینی            |                          |
| ۱۳۳۹ | بچه‌های محل               | آرماییس آقامالیان     |                          |
| ۱۳۳۹ | در جستجوی داماد          | آرماییس آقامالیان     |                          |
| ۱۳۳۹ | شیر فروش                 | اسماعیل کوشان         |                          |
| ۱۳۳۸ | دست تقدیر                | گرجی عبادیا           |                          |
| ۱۳۳۸ | هالو                     | حسین امیرفضلی         |                          |
| ۱۳۳۴ | امیر ارسلان نامدار       | شاپور یاسمی           | نام در عنوان فیلم نیامده |
| ۱۳۳۲ | میهن‌پرست                 | غلامحسین نقشینه       |                          |

### مجموعه تلویزیونی
| سال       | نام                                      | سمت                      | کارگردان                             | توضیحات |
| --------- | ---------------------------------------- | ------------------------ | ------------------------------------ | --- |
| ۱۳۸۲      | این راهش نیست                            | بازیگر                   | نوید میهن‌دوست                        | شبکه ۳ |
| ۱۳۸۱      | سفر سبز                                  | بازیگر                   | محمدحسین لطیفی                       | شبکه ۳ |
| ۱۳۸۱      | با من بمان                               | بازیگر                   | حمید لبخنده                          | شبکه ۳ |
| ۱۳۸۰      | هزاران چشم                               | بازیگر                   | کیانوش عیاری                         | شبکه ۳ این سریال در آغاز، «دو راهه» نام داشت.                                                                |
| ۱۳۸۰      | یادداشت‌های کودکی                         | مادر خانم سیروس گرجستانی | پریسا بخت‌آور                         | شبکه تهران                                                                                                   |
| ۱۳۸۰      | آخرین روزهای شاد بودن                    | بازیگر                   | حجت قاسم‌زاده اصل                     | شبکه ۱ |
| ۱۳۸۰      | دردسر والدین                             | بازیگر                   | مسعود نوابی                          | شبکه ۳ |
| ۱۳۷۹      | معجزه ازدواج                             | بازیگر                   | علیرضا خمسه                          | شبکه ۲ |
| ۱۳۷۹      | ماجراهای خانه قدیمی                      | بازیگر                   | اسماعیل میهن‌دوست                     | شبکه ۱ |
| ۱۳۷۸      | قطار ابدی                                | بازیگر                   | بهروز بقایی رضا عطاران               | شبکه ۳ |
| ۱۳۷۸      | پدرخوانده                                | بازیگر                   | حمید قدکچیان                         | شبکه تهران                                                                                                   |
| ۱۳۷۸      | بوی خاک                                  | بازیگر                   | علی بیابانی                          | شبکه ۱ |
| ۱۳۷۷      | به او بگویید دوستش دارم                  | بازیگر                   | حمید تمجیدی                          | در ۱۶ قسمت از شبکه ۳ پخش شد.                                                                                 |
| ۱۳۷۷      | در قلب من                                | بازیگر                   | حمید لبخنده                          | شبکه ۳ |
| ۱۳۷۶–۱۳۷۷ | برگبار                                   | بازیگر                   | اکبر خواجویی                         | شبکه ۳ |
| ۱۳۷۶      | همه فرزندان من                           | بازیگر                   | محمد دستگردی                         | شبکه ۱ |
| ۱۳۷۶      | کهنه‌سوار                                 | بازیگر                   | اکبر خواجویی                         | شبکه ۳ |
| ۱۳۷۶      | قطار ابدی                                | بازیگر                   | رضا عطاران بهروز بقایی               | شبکه ۳ |
| ۱۳۷۵–۱۳۷۶ | تهران ۱۱–۵۹۵ ج ۴۸                        | بازیگر                   | مرضیه برومند                         | بازی در اپیزودهای «همسایه» و «یک هفته، یک قرن»                                                               |
| ۱۳۷۵      | خانه سبز                                 | بازیگر                   | بیژن بیرنگ مسعود رسام                | در نقش «عزیز جون» (مادر رضا)                                                                                 |
| ۱۳۷۴–۱۳۷۵ | جهان وارونه                              | بازیگر                   | بهمن زرین‌پور                         | در نوروز ۱۳۷۵ از شبکه ۱ پخش شد.                                                                              |
| ۱۳۷۴      | بر سر دوراهی                             | بازیگر                   | مجید بهشتی                           | |
| ۱۳۷۴      | زندگی                                    | بازیگر                   | محمدرضا اعلامی                       | شبکه ۱ |
| ۱۳۷۴      | تله‌فیلم «سلام به انتظار»                 | بازیگر                   | کریم آتشی                            | این فیلم تلویزیونی، از تولیدات «سیمافیلم» است.                                                               |
| ۱۳۷۵–۱۳۷۳ | علاءالدین                                | بازیگر                   | بهرام شاه‌محمدلو حسین فردرو           | از برنامه کودک و نوجوان شبکه ۱ پخش می‌شد.                                                                     |
| ۱۳۷۴–۱۳۷۳ | سمندون                                   | بازیگر                   | ناصر هاشمی                           | |
| ۱۳۷۳      | همسران                                   | بازیگر مهمان             | بیژن بیرنگ مسعود رسام                | شبکه ۲ |
| ۱۳۷۲–۱۳۷۳ | پدرسالار                                 | بازیگر                   | اکبر خواجویی                         | در نقش «ملوک» (همسر اسدالله خان)؛ / شبکه ۲                                                                   |
| ۱۳۷۱–۱۳۷۲ | آپارتمان                                 | بازیگر                   | اصغر هاشمی                           | شبکه ۱ |
| ۱۳۷۱      | مزد ترس                                  | بازیگر                   | حمید تمجیدی                          | شبکه ۲ |
| ۱۳۷۰      | مزد ترس                                  | بازیگر                   | حمید تمجیدی                          | |
| ۱۳۷۰      | این خانه دور است                         | بازیگر                   | بیژن بیرنگ مسعود رسام                | شبکه ۲ |
| ۱۳۶۸–۱۳۶۹ | میهمان                                   | بازیگر                   | خسرو ملکان                           | |
| ۱۳۶۸      | بهارانه                                  | بازیگر                   | بهمن زرین‌پور                         | در نوروز ۱۳۶۸ از شبکه ۱ پخش شد.                                                                              |
| ۱۳۶۷      | زندگی و جنگ                              | بازیگر                   | احمد نجیب‌زاده                        | نویسنده: «احمد بهبهانی»                                                                                      |
| ۱۳۶۷      | بخش چهار جراحی                           | بازیگر مهمان             | مسعود فروتن                          | در ۶ قسمت از شبکه ۲ پخش شد.                                                                                  |
| ۱۳۵۷      | پیش‌پرده نمایشهای سنتی زنانه (مورچه داره) | بازیگر                   | رضا میرلوحی / بیژن فتاح              | در ۳ قسمت از شبکه ۲ پخش شد. پخش نیمه تمام.                                                                   |
| ۱۳۵۶      | همه از یک خانواده                        | بازیگر                   | منصور پورمند                         | |
| ۱۳۵۳      | تلخ و شیرین                              | بازیگر                   | منصور پورمند                         | |
| ۱۳۵۲      | قصه عشق                                  | بازیگر                   | منصور پورمند                         | |
| ۱۳۴۶–۱۳۴۹ | سرکار استوار                             | بازیگر                   | منصور پورمند پرویز کاردان پرویز صیاد | این سریال، نزدیک به ۲۰۰ قسمت داشت و پخش آن از اواسط سال ۱۳۴۶ آغاز شد و پس از وقفه‌ای، تا سال ۱۳۴۹ ادامه داشت. |

## جوایز و افتخارات
- برنده آهوی بلورین بهترین بازیگر زن تلویزیون از پنجمین جشن سینمای ایران برای سریال پدرسالار[۱۳]

همچنین خیرآبادی سه بار نامزد دریافت سیمرغ بلورین بهترین بازیگر نقش مکمل از جشنواره فیلم فجر شد.
- کاندید سیمرغ بلورین بهترین بازیگر نقش مکمل زن از نهمین دوره جشنواره فیلم فجر برای فیلم سایه خیال
- کاندید سیمرغ بلورین بهترین بازیگر نقش مکمل زن از یازدهمین دوره جشنواره فیلم فجر برای فیلم یک مرد یک خرس
- کاندید سیمرغ بلورین بهترین بازیگر نقش مکمل زن از هفتمین دوره جشنواره فیلم فجر برای فیلم هی جو